# Mariam Batsashvili
Mariam Batsashvili ( en georgiano: მარიამ ბაწაშვილი; 1993, Tiflis) es una pianista de música clásica originaria de Georgia . 

## Biografía
Batsashvili comenzó a tocar el piano cuando tenía 5 años con Natalia Natsvlishvili en la Escuela Central de Música Evgeni Mikeladze. Continuó sus estudios en la Escuela Superior de Música Franz Liszt Weimar con Grigory Gruzman. En  2011 ganó reconocimiento por resultar premiada con el primer lugar en el Concurso Internacional Franz Liszt para Jóvenes Pianistas en Weimar en 2011 y el segundo lugar en el Concurso Internacional de Piano María Herrero en Granada 2012.
En 2014, ganó el décimo Concurso Internacional de Piano Franz Liszt en Utrecht convirtiéndose en la primera mujer en ganar esta competencia.
Al año siguiente, en 2015, recibió el Premio Arturo Benedetti Michelangeli y pasó la temporada 2016-17 como 'Estrella Naciente' (Rising Star) de la European Concert Hall Organisation (ECHO).
En 2019, se lanzó su álbum debut con Warner Classics (Chopin-Liszt).